# Tetranychus attiahi
Tetranychus attiahi är en spindeldjursart som beskrevs av Zaher, Gomaa och El-Enany 1982. Tetranychus attiahi ingår i släktet Tetranychus och familjen Tetranychidae. Inga underarter finns listade i Catalogue of Life.